# تعلم غير مراقب
التعلم غير المراقب أو التعلم الاستنتاجي (بالإنجليزية: Unsupervised learning) هو أحد الفروع الرئيسية في مجال تعلم الآلة والذكاء الاصطناعي والشبكات العصبونية الاصطناعية يهتم بخوارزميات تعلم الآلة عن طريق تمييز أنماط البيانات بدون أن تكون هذه البيانات معنونة.
وهو عكس التعليم المُراقب (Supervised learning) أو التعليم المعزز (Reinforcement learning). من التطبيقات الأساسية للتعلم غير المراقب هو تقدير الكثافة للبيانات لإيجاد القواسم المشتركة بين العناصر وتصنيفها إحصائياً. وإذا ما قورن بالتعلم المُراقب فيكمن القول بأن الفرق بينهما أن الأول (غير المراقب) يعمل على استنتاج توزيع أولي للبيانات وأما الآخر فيعمل على استنتاج توزيع بياني مشروط بمعرفة عوامل إضافية.

## تطبيقات
يختلف التعلم غير المراقب عن التعلم المراقب بكونه يعمل على تعلم العلاقات بين العناصر أو البيانات بشكل منفرد وبدون مُدخلات خارجية. إلا أنه يتشابه مع التعلم المراقب بالهدف المطلوب وهو محاكاة المنطق البشري بالبحث عن أنماط وعلاقات مخفية بين العناصر والأنماط الموجودة. بعض أهم تطبيقات التعلم غير المراقب هي:
1. تصنيف وتجميع البيانات
  - تجميع هرمي [2]
  - تحليل عنقودي
  - خوارزمية k-means
  - DBSCAN
2. الشبكة العصبونية الاصطناعية
  - مرمز تلقائي
  - نظرية هيب

## الشبكات العصبونية
من الأمثلة التطبيقية الكلاسيكية للتعلم غير المراقب هو طريقة هب لدراسة الشبكات العصبونية. تعتبر الخريطة ذاتية التنظيم ونظرية الرنين التكيفية من الطُرق شائعة الاستخدام لمحاكاة الشبكات العصبونية عبر التعلم غير المراقب. يُتيح نموذج الخريطة ذاتية التحكم (self-organizing map) وضع المناطق المجاورة كمُدخلات بخصائص متشابهة للنموذج. ونموذج نظرية الرنين ( adaptive resonance theory) لها خاصية جعل تحديد عدد المناطق أو المجاميع (clusters) قابل للتعديل والتكيف وقابل للتحكم به من قبل المُستخدم عبر مُعرفات أولية تعرف بالعوامل الاحترازية.